# バラ・チェルビ
バラ・チェルビ(モンゴル語: Bala Čerbi、中国語: 八剌扯児必、生没年不詳)とは、13世紀初頭にチンギス・カンに仕えたジャライル部出身の千人隊長の一人。同名の千人隊長にオロナウル部のバラ・オロナウルタイがおり、この人物との区別のために『元朝秘史』ではチェルビ(Čerbi,侍従の意)という官称を附されている。また、その他の史料ではバラ・ノヤン(『集史』ではبلا نویان/Balā Nūyān、『聖武親征録』では八剌那顔)とも表記される。

## 概要
『元朝秘史』によると、バラ・チェルビはジャムカと決別し劣勢にあるテムジン(後のチンギス・カン)陣営の下に兄にアルカイ・カサルとともに父親のセチェ・ドモクに連れられて帰参したという。同時期にテムジン陣営に参加し、後に著名になった人物にはクビライ(四狗の一人)、スブタイ(四狗の一人)、ブトゥ・キュレゲンらがいる。
バラ・チェルビがチンギス・カンのモンゴル高原統一に果たした功績は不明であるが、1206年にチンギス・カンが即位するとバラ・チェルビは右翼の千人隊長に任ぜられた。一方、この時兄のアルカイ・カサルはケシク(親衛隊)の長に任ぜられているため、千人隊長には任ぜられていない(チンギス・カンの死後にはバラ・チェルビと同じく右翼の千人隊長に任命されている)。

### モンゴルのインド侵攻
1219年、チンギス・カンは中央アジア遠征(ホラズム・シャー朝征服)を開始し、バラ・チェルビもまた千人隊長の一人としてこれに参加した。モンゴル軍は短期間でホラズムの主要都市を攻略し中央アジアを征服したものの、国王アラーウッディーン・ムハンマド及びジャラールッディーン・メングベルディーは南方のイラン・アフガニスタン方面に逃れていた。特にジャラールッディーンはモンゴル軍に抗戦し、シギ・クトク率いるモンゴル軍を撃ち破る(パルワーンの戦い)功績を挙げたため、モンゴル軍はジャラールッディーンを追撃してインダス河まで追い込んだ。
インダス河畔の戦いにおいてモンゴル軍はジャラールッディーン率いる軍を撃ち破ったものの、肝心のジャラールッディーンはインダス河を渡って逃れてしまったため、チンギス・カンはバラ・チェルビとドルベイ・ドクシンを派遣してこれを追撃させた。バラ・チェルビとドルベイ・ドクシンはインダス河を渡ってヒンドゥスタン(インド)でジャラールッディーンを追撃したもののこれを捕捉することはできず、結局ヒンドゥスタンの一部を掠奪して帰還した。
チンギス・カンの死後、バラ・チェルビはその息子トゥルイに仕えることとなったが、その後の動向や死亡時期は不明である。『集史』によると、クビライ・カアンの時代にはバラ・チェルビの息子マクイ(Māqūī)が父の地位を受け継いだという。

## ジャライル部セチェ・ドモク家
- セチェ・ドモク…バラ・チェルビの父
  - アルカイ・カサル…バラ・チェルビの兄
  - バラ・チェルビ
    - マクイ…バラ・チェルビの息子